# Pieltainidia mira
Pieltainidia mira är en insektsart som beskrevs av Willy Adolf Theodor Ramme 1925. Pieltainidia mira ingår i släktet Pieltainidia och familjen Thericleidae. Inga underarter finns listade i Catalogue of Life.